# Цагаан-Уул
Цагаан-Уул (монг. Цагаан-Уул) — сомон аймаку Хувсгел, Монголія. Площа 5,8 тис. км², населення 6,0 тис. чол. Центр сомону лежить за 802 км від Улан-Батора, за 313 км від міста Мурен.

## Рельєф
Гори Іх Богд (2522 м), Удугийн цагаан, Ундур овоо (2240 м), хребти Булнаю (2500 м), долини Тосон, Делгермурун, Тунамал, Тес, Хужирт, Агар, Сангийн далай. Є озера.

## Клімат
Клімат різко континентальний. Щорічні опади 250–450 мм, середня температура січня −24°С, середня температура липня +12°+14°С.

## Природа
Водяться манули, козулі, аргалі, зайці, вовки, лисиці тарбагани, дикі кози.

## Корисні копалини
Сомон багатий на мідну руду, біотит, дорогоцінне каміння, будівельну сировину.

## Соціальна сфера
Школа, больница, сфера обслуживания.